# Icius steeleae
Icius steeleae är en spindelart som beskrevs av Dmitri Viktorovich Logunov 2004. Icius steeleae ingår i släktet Icius och familjen hoppspindlar. Inga underarter finns listade i Catalogue of Life.